# ビッグ・リトル・ライズ
『ビッグ・リトル・ライズ』(Big Little Lies)は、2017年のアメリカ合衆国のミステリー・ドラマ・テレビシリーズ。企画・製作総指揮・脚本はデヴィッド・E・ケリー。出演はリース・ウィザースプーン、ニコール・キッドマン、シャイリーン・ウッドリー、アレクサンダー・スカルスガルド、アダム・スコット、ゾーイ・クラヴィッツ、ジェームズ・タッパー、ジェフリー・ノードリング、ローラ・ダーン、メリル・ストリープら。
本シリーズは絶賛を受け、多数の賞を受賞した。第69回エミー賞で16部門でノミネートを受け、作品賞 (リミテッドシリーズ部門)を含む、計8つの賞を受賞した。第75回ゴールデングローブ賞では6つの賞にノミネートされ、計4つの賞を受賞した。第24回全米映画俳優組合賞では4つの賞にノミネートされ、計2つの賞を受賞した。ニコール・キッドマンとアレクサンダー・スカルスガルドはエミー賞、ゴールデングローブ賞、全米映画俳優組合賞の3賞すべてで女優賞と男優賞を受賞した。
HBOは当初、1シーズン限りのミニシリーズとして計画していたが、シーズン2の製作を決定した。シーズン2の製作は2018年3月に始まり、2019年6月に放送が開始した。全7回、脚本はケリーが続投し、監督はジャン＝マルク・ヴァレからアンドレア・アーノルドに交代した。
2019年7月21日にシーズン2の放送が終了したが、出演者達のスケジュールの都合等により、シーズン3以降の製作については未定となっていた。
しかし、2021年12月25日にジャン＝マルク・ヴァレが急死。2022年にゾーイ・クラヴィッツが「シーズン3の製作については何度も話し合いましたが、残念なことに、私たちの素晴らしい監督であるジャン＝マルク・ヴァレが昨年亡くなりました。彼なしでやっていくなんて想像もできません。まさに彼は、あの番組についてビジョンを持った人でした」とコメントし、事実上打ち切りになったと思われていたが、2023年11月21日にシーズン3の企画が進行中であることをニコール・キッドマンが明かした。

## キャスト

### メイン
マデリン・マーサ・マッケンジー
演 - リース・ウィザースプーン、日本語吹替 - 小島幸子
エドの妻で娘クロエの母親。元夫ネイサンとの間に娘アビゲイルがいる。
セレステ・ライト
演 - ニコール・キッドマン、日本語吹替 - 田中敦子
ペリーの妻で双子マックスとジョシュの母親。元弁護士。
ジェーン・チャップマン
演 - シャイリーン・ウッドリー、日本語吹替 - 寿美菜子
息子ジギーの母親。シングルマザー。
レナータ・クライン
演 - ローラ・ダーン、日本語吹替 - 塩田朋子
ゴードンの妻。
ボニー・カールソン
演 - ゾーイ・クラヴィッツ、日本語吹替 - 鷄冠井美智子
ネイサンの妻。
ペリー・ライト
演 - アレクサンダー・スカルスガルド、日本語吹替 - 桐本拓哉
セレステの夫。
エド・マッケンジー
演 - アダム・スコット、日本語吹替 - 加瀬康之
マデリンの夫。
ネイサン・カールソン
演 - ジェームズ・タッパー、日本語吹替 - 咲野俊介
マデリンの元夫。ボニーの現夫。
ゴードン・クライン
演 - ジェフリー・ノードリング、日本語吹替 - 東地宏樹
レナータの夫。
アビゲイル・カールソン
演 - キャスリン・ニュートン、日本語吹替 - 佐藤美由希
マデリンとネイサンの娘。 (シーズン2から、シーズン1はリカーリング)
ジギー・チャップマン
演 - イアン・アーミテージ
ジェーンの息子。 (シーズン2から、シーズン1はリカーリング)
メアリー・ルイーズ・ライト
演 - メリル・ストリープ、日本語吹替 - 高島雅羅
ペリーの母。 (シーズン2から)

### リカーリング
クロエ・マッケンジー
演 - ダーヴィ・キャンプ、日本語吹替 - 堀井千砂
マデリンとエドの娘。
ジョシュ・ライト
演 - キャメロン・コロヴェッティ、日本語吹替 - 品田美穂
セレステとペリーの息子。
マックス・ライト
演 - ニコラス・コロヴェッティ、日本語吹替 - 藤貴子
セレステとペリーの息子。
スカイ・カールソン
演 - クロエ・コールマン、日本語吹替 - 松浦裕美子
ボニーとゴードンの娘。
アマベラ・クライン
演 - アイヴィー・ジョージ、日本語吹替 - 藤井ゆきよ
レナータとゴードンの娘。
エイドリアン・クインラン刑事
演 - メリン・ダンジ、日本語吹替 - 品田美穂
アマンダ・レイズマン医師
演 - ロビン・ワイガート
セレステとペリーのセラピスト。
ウォーレン・ニッパル
演 - P・J・バーン
子供たちの通ってる小学校の校長。
ジョゼフ・バチマン
演 - サンティアゴ・カブレラ
トリ・バチマン
演 - サラ・ソコロヴィッチ
ハーパー・スティムソン
演 - ケレン・コールマン
オーレン
演 - ラリー・サリヴァン
メリッサ
演 - ジーヤ・カリディス
スチュ
演 - ラリー・ベイツ
テア・カミンガム
演 - サラ・ベイカー
(シーズン1のみ)
サマンサ
演 - キャスリーン・カヴァリ
(シーズン1のみ)
ガブリエル
演 - サラ・バーンズ
(シーズン1のみ)
ジャッキー
演 - ホン・チャウ
(シーズン1のみ)
バーナード
演 - デヴィッド・モナハン
(シーズン1のみ)
モリアーティ医師
演 - モリー・ヘイガン
ジギーの精神鑑定師。 (シーズン1のみ)
バーンズ先生
演 - ヴァージニア・カル
子供たちが通う学校の教師。(シーズン1のみ)
トム
演 - ジョセフ・クロス
マデリンとセレステの行きつけのカフェの店員。
コリー・ブロックフィールド
演 - ダグラス・スミス
(シーズン2から)
マイケル・パーキンス
演 - モ・マクロー
(シーズン2から)
エリザベス・ハワード
演 - クリスタル・R・フォックス
(シーズン2から)
マーティン・ハワード
演 - マーティン・ドノヴァン
(シーズン2から)
ケイティ・リッチモンド
演 - プールナ・ジャガナサン
(シーズン2から)
イラ・ファーヴァー
演 - デニス・オヘア
(シーズン2から)
マリリン・チプリアーニ
演 - ベッキー・アン・ベイカー
(シーズン2から)

## エピソード一覧

### シーズン一覧
| シーズン | シーズン | エピソード | 米国での放送日 | 米国での放送日 |
| シーズン | シーズン | エピソード | 初回           | 最終回         |
| -------- | -------- | ---------- | -------------- | -------------- |
|          | 1        | 7          | 2017年2月19日  | 2017年4月2日   |
|          | 2        | 7          | 2019年6月9日   | 2019年7月21日  |

### シーズン1 （2017年）
| 通算 | 話数 | タイトル       | 原題                  | 監督                   | 米国放送日    | 視聴者数 (万人) |
| ---- | ---- | -------------- | --------------------- | ---------------------- | ------------- | --------------- |
| 1    | 1    | 誰かが死んだ   | Somebody's Dead       | ジャン＝マルク・ヴァレ | 2017年2月19日 | 113             |
| 2    | 2    | 真剣な子育て   | Serious Mothering     | ジャン＝マルク・ヴァレ | 2017年2月26日 | 56              |
| 3    | 3    | 夢に生きる     | Living the Dream      | ジャン＝マルク・ヴァレ | 2017年3月5日  | 104             |
| 4    | 4    | いざとなったら | Push Comes to Shove   | ジャン＝マルク・ヴァレ | 2017年3月12日 | 104             |
| 5    | 5    | 学んだ痛み     | Once Bitten           | ジャン＝マルク・ヴァレ | 2017年3月19日 | 117             |
| 6    | 6    | 燃え上がる愛   | Burning Love          | ジャン＝マルク・ヴァレ | 2017年3月26日 | 139             |
| 7    | 7    | 引き寄せの法則 | You Get What You Need | ジャン＝マルク・ヴァレ | 2017年4月2日  | 186             |

### シーズン2 （2019年）
| 通算 | 話数 | タイトル              | 原題                 | 監督                   | 米国放送日    | 視聴者数 (万人) |
| ---- | ---- | --------------------- | -------------------- | ---------------------- | ------------- | --------------- |
| 8    | 1    | 彼女たちは何をしたの? | What Have They Done? | アンドレア・アーノルド | 2019年6月9日  | 142             |
| 9    | 2    | 言わずにいられない    | Tell-Tale Hearts     | アンドレア・アーノルド | 2019年6月16日 | 147             |
| 10   | 3    | 世界の終わり          | The End of the World | アンドレア・アーノルド | 2019年6月23日 | 162             |
| 11   | 4    | 彼女は知ってる        | She Knows            | アンドレア・アーノルド | 2019年6月30日 | 161             |
| 12   | 5    | いっそ殺して          | Kill Me              | アンドレア・アーノルド | 2019年7月7日  | 177             |
| 13   | 6    | 悪い母親              | The Bad Mother       | アンドレア・アーノルド | 2019年7月14日 | 163             |
| 14   | 7    | 私は知りたい          | I Want to Know       | アンドレア・アーノルド | 2019年7月21日 | 198             |

## 受賞とノミネート

### シーズン1 （2017年）
本シリーズは絶賛を受け、多数の賞を受賞した。第69回エミー賞で16部門でノミネートを受け、作品賞 (リミテッドシリーズ部門)を含む、計8つの賞を受賞した。第75回ゴールデングローブ賞では6つの賞にノミネートされ、計4つの賞を受賞した。第24回全米映画俳優組合賞では4つの賞にノミネートされ、計2つの賞を受賞した。DV被害者と加害者の夫婦を演じたニコール・キッドマンとアレクサンダー・スカルスガルドの演技が特に評価され、エミー賞、ゴールデングローブ賞、全米映画俳優組合賞の3賞すべてで女優賞と男優賞を受賞した。
| 賞                       | 部門（リミテッドシリーズ・テレビ映画部門） | 対象                           | 結果       |
| ------------------------ | ------------------------------------------ | ------------------------------ | ---------- |
| プライムタイム・エミー賞 | 作品賞                                     | 『ビッグ・リトルライズ』       | 受賞       |
| プライムタイム・エミー賞 | 監督賞                                     | ジャン＝マルク・ヴァレ         | 受賞       |
| プライムタイム・エミー賞 | 主演女優賞                                 | ニコール・キッドマン           | 受賞       |
| プライムタイム・エミー賞 | 主演女優賞                                 | リース・ウィザースプーン       | ノミネート |
| プライムタイム・エミー賞 | 助演男優賞                                 | アレクサンダー・スカルスガルド | 受賞       |
| プライムタイム・エミー賞 | 助演女優賞                                 | ローラ・ダーン                 | 受賞       |
| プライムタイム・エミー賞 | 助演女優賞                                 | シャイリーン・ウッドリー       | ノミネート |
| プライムタイム・エミー賞 | 脚本賞                                     | デヴィッド・E・ケリー          | ノミネート |
| プライムタイム・エミー賞 | 編集賞                                     | 『ビッグ・リトルライズ』       | ノミネート |
| プライムタイム・エミー賞 | 撮影賞                                     | イヴ・ベランジェ               | ノミネート |
| プライムタイム・エミー賞 | 作曲賞                                     | スーザン・ジェイコブス         | 受賞       |
| プライムタイム・エミー賞 | コスチューム賞                             | 『ビッグ・リトルライズ』       | 受賞       |
| プライムタイム・エミー賞 | ヘアスタイル賞                             | 『ビッグ・リトルライズ』       | ノミネート |
| プライムタイム・エミー賞 | メイクアップ賞                             | 『ビッグ・リトルライズ』       | ノミネート |
| プライムタイム・エミー賞 | 音響効果賞                                 | 『ビッグ・リトルライズ』       | ノミネート |
| プライムタイム・エミー賞 | キャスティング賞                           | 『ビッグ・リトルライズ』       | 受賞       |
| ゴールデングローブ賞     | 作品賞                                     | 『ビッグ・リトルライズ』       | 受賞       |
| ゴールデングローブ賞     | 主演女優賞                                 | ニコール・キッドマン           | 受賞       |
| ゴールデングローブ賞     | 主演女優賞                                 | リース・ウィザースプーン       | ノミネート |
| ゴールデングローブ賞     | 助演男優賞                                 | アレクサンダー・スカルスガルド | 受賞       |
| ゴールデングローブ賞     | 助演女優賞                                 | ローラ・ダーン                 | 受賞       |
| ゴールデングローブ賞     | 助演女優賞                                 | シャイリーン・ウッドリー       | ノミネート |
| 放送映画批評家協会賞     | 作品賞                                     | 『ビッグ・リトルライズ』       | 受賞       |
| 放送映画批評家協会賞     | 主演女優賞                                 | ニコール・キッドマン           | 受賞       |
| 放送映画批評家協会賞     | 主演女優賞                                 | リース・ウィザースプーン       | ノミネート |
| 放送映画批評家協会賞     | 助演男優賞                                 | アレクサンダー・スカルスガルド | 受賞       |
| 放送映画批評家協会賞     | 助演女優賞                                 | ローラ・ダーン                 | 受賞       |
| 全米映画俳優組合賞       | 男優賞                                     | アレクサンダー・スカルスガルド | 受賞       |
| 全米映画俳優組合賞       | 女優賞                                     | ニコール・キッドマン           | 受賞       |
| 全米映画俳優組合賞       | 女優賞                                     | リース・ウィザースプーン       | ノミネート |
| 全米映画俳優組合賞       | 女優賞                                     | ローラ・ダーン                 | ノミネート |
| AFI賞                    | 作品賞                                     | 『ビッグ・リトルライズ』       | 受賞       |
| テレビ批評家協会賞       | 作品賞                                     | 『ビッグ・リトルライズ』       | 受賞       |
| テレビ批評家協会賞       | 女優賞                                     | ニコール・キッドマン           | 受賞       |
| 全米製作者組合賞         | 作品賞                                     | 『ビッグ・リトルライズ』       | ノミネート |
| 全米脚本家組合賞         | 脚本賞                                     | デヴィッド・E・ケリー          | 受賞       |
| 全米美術監督組合賞       | 美術賞                                     | 『ビッグ・リトルライズ』       | ノミネート |
| 衣装デザイナー組合賞     | 衣装デザイン賞                             | 『ビッグ・リトルライズ』       | ノミネート |